# Ác thần (phim)
Ác thần (tên gốc tiếng Anh: Legion) là một bộ phim kinh dị của Mỹ được sản xuất vào năm 2009 và công chiếu vào năm 2010 của đạo diễn Scott Stewart, kịch bản của Peter Schink và do Stewart phóng tác với sự tham gia của các diễn viên Paul Bettany, Lucas Black, Tyrese Gibson, Adrianne Palicki, Kate Walsh và Dennis Quaid. Chi phí làm phim tốn khoảng 26 triệu USD, sau đó phim thu được 40 triệu USD ở các rạp ở Bắc Mỹ.

## Nội dung
Nội dung chính của phim đề cập về cuộc đấu tranh sinh tồn khắc nghiệt giữa một bên là đạo quân ác thần (những người chết hay xác bị thế lực siêu nhiên điều khiển) hùng mạnh do Chúa trời phái xuống nhằm tiêu diệt tận gốc loài người. Tuy nhiên, Thiên thần Michael đã quyết định bất tuân lệnh Chúa, bí mật giáng trần và giúp đỡ những con người đang bị kẹt trong một nhà hàng bán đồ thực phẩm hẻo lánh vùng sa mạc Tân Mexico. Đây chính là nơi có cô gái trẻ Charlie đang mang trong mình niềm hy vọng duy nhất của nhân loại, một đứa bé sau này sẽ trở thành Đấng Cứu Thế. Đứa bé này là con của cô trong một lần lang chạ, sau đó cô đã yêu và kết hôn với một người khác nhưng vẫn mang bầu đứa bé này.
Trước đạo quân ác thần đông đảo và ma quái nhóm người từng người một bọn họ cũng dần gục ngã, bị giết. Nhưng trong bóng tối vẫn tồn tại ánh sáng, đứa bé cũng sắp chào đời trong tình thế hiểm huy khôn cùng, kéo theo hy vọng mong manh của nhân loại. Giữa cuộc chiến càng lúc càng quyết liệt Charlie cuối cùng cũng hạ sinh đứa bé trai kháu khỉnh. Chính khi ấy, người thừa sai của Chúa quyết định tấn công nhằm tiêu diệt tận gốc cả hai mẹ con. Nhưng thiên thần Michael đã chiến đấu quyết liệt, hi sinh cả bản thân mình để cứu em bé,từ đó đã làm lay động tấm lòng của Chúa và Chúa đã thu lại lệnh tàn sát loài người.

## Diễn viên
- Paul Bettany vai Thiên thần Michael[4] người đã chống lại lệnh của chúa và bảo vệ loài người
- Tyrese Gibson vai Kyle Williams[4]
- Charles S. Dutton vai Percy Walker,[4]
- Dennis Quaid vai Bob Hanson,[4] chủ quán
- Adrianne Palicki[4] vai Charlie, người phụ bán quán đang mang bầu
- Lucas Black vai Jeep Hanson,[4]
- Kate Walsh vai Sandra Anderson[4]
- Kevin Durand[5] vai Thiên thần Gabriel lãnh đạo đội quân ma quái
- Willa Holland[4] vai Audrey Anderson
- Jon Tenney vai Howard Anderson,[4] chồng của Sandra và cha của Audrey's
- Doug Jones[4] người bán kem đã tấn công vào quán ăn
- Jeanette Miller vai Gladys Foster một mụ già nhền nhện đã tấn công vào quán ăn và cạp cổ Anderson